# Irgoli
Irgoli (Irgóli in sardo) è un comune italiano di 2 184 abitanti della provincia di Nuoro, in  Sardegna.

## Storia
L'area fu abitata già in epoca prenuragica, nuragica e romana, per la presenza sul territorio di varie testimonianze archeologiche (nel territorio comunale di Irgoli sono presenti 51 siti archeologici).
In epoca romana Irgoli corrispondeva al centro di Fanum Carisi, collocato sulla via Portu Tibulis-Caralis, come testimoniato dall'itinerario antonino e dagli studi sul tema.
Durante il medioevo appartenne al Giudicato di Gallura e fece parte della curatoria di Orosei. 
Nel 1296, con la morte dell'ultimo giudice Nino Visconti, il territorio passò sotto il controllo diretto della repubblica di Pisa, e successivamente, nel 1323, sotto il dominio aragonese. 
In quell'epoca Irgoli fu incorporata nella baronia di Orosei, feudo regio, di cui condivise le sorti e la storia fino al riscatto avvenuto nel 1839 con la soppressione del sistema feudale.
Dal 1927 al 1946 formò, con le vicine Galtellì, Loculi e Onifai, un'unica entità comunale di Irgoli di Galtellì.

### Simboli
Lo stemma e il gonfalone del comune di Irgoli sono stati concessi con decreto del presidente della Repubblica del 3 maggio 1956. Lo stemma si blasona:
Il gonfalone è un drappo di azzurro.

## Monumenti e luoghi d'interesse

### Architetture religiose
Sono presenti dieci chiese nel territorio comunale, di cui sette nel centro abitato (Santu Miali, Sant'Antioco, San Giovanni Calibita, Santa Croce, San Nicola di Bari, Santa Brigida, San Giovanni Battista) e tre campestri (San Michele, Nostra Signora di Costantinopoli, Sant'Elena); la chiesa parrocchiale di San Nicola di Bari, patrono di Irgoli, è la più ampia e fu edificata nel 1634 . Fatta eccezione per la chiesa di Sant'Elena (aperta al culto nel 2000, venne costruita di fianco alle rovine della chiesa antica), si tratta di edifici risalenti al XVI e al XVII secolo; la chiesa di Santu Miali, che fino agli anni trenta del Novenceto ospitava nell'attuale giardino il camposanto, è la più antica del paese, essendo stata edificata sulle rovine di una tomba dei giganti nel XIII secolo.

### Monte Senes
Il lato nord del territorio comunale è cinto dalla catena dei Monti Remule, di cui il Monte Senes è la vetta più elevata: il monte è apprezzato da escursionisti e irgolesi per le numerose sorgenti d'acqua che alimentano i boschi di Norghio e del Padente, oltre che per il panorama che spazia da Tavolara al Golfo di Orosei e dal Gennargentu al Monte Albo.

### Murales
Il paese di Irgoli è ben noto in Sardegna per i numerosi e pregevoli murales (dipinti realizzati su parete) che adornano le mura di case e cortili lungo le strade del centro baroniese, rappresentanti scene di vita rurale, composizioni di fantasia o scorci di un passato dimenticato.

### Siti archeologici
- Area di Janna 'e Pruna

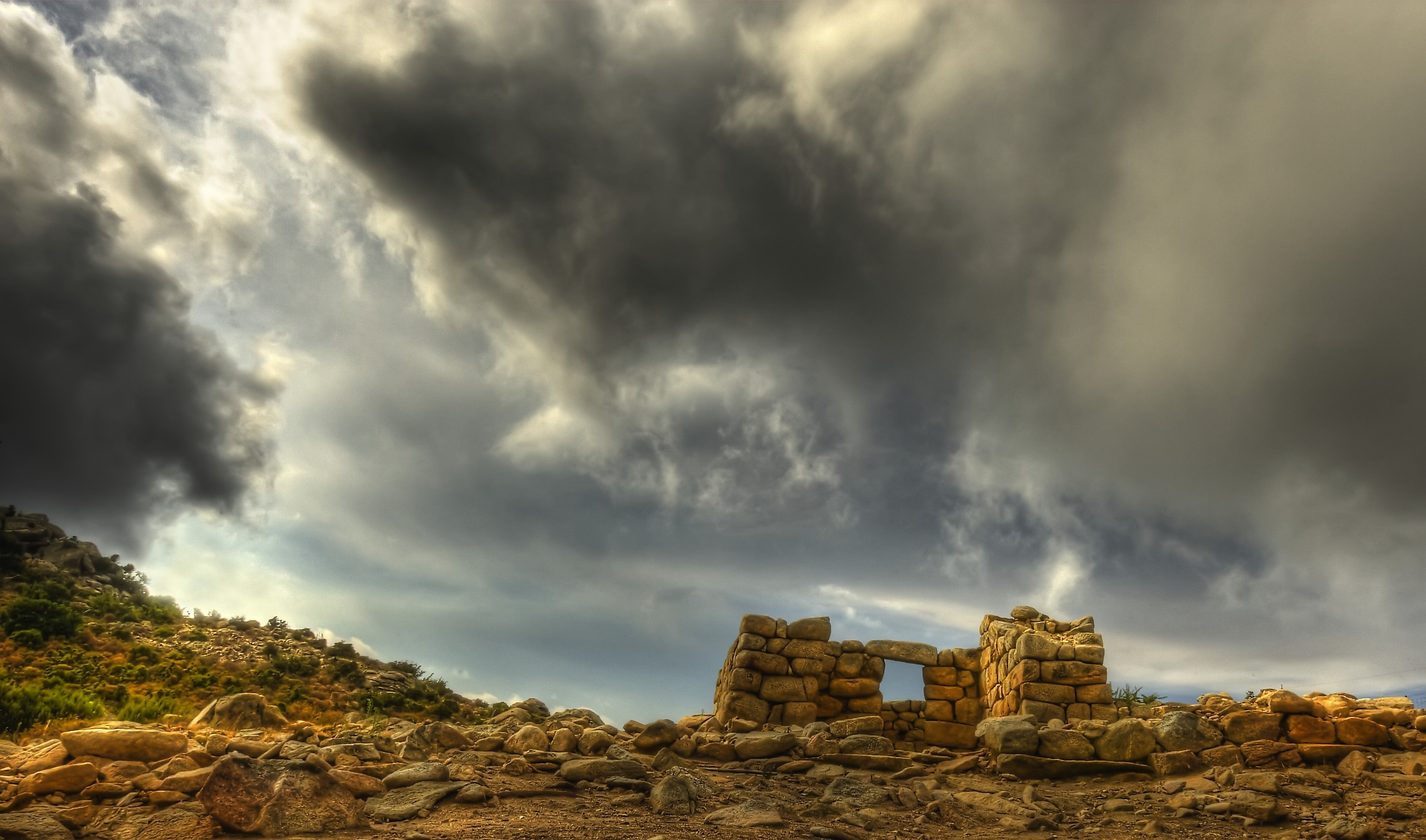
Santuario nuragico di Janna 'e Pruna

- Sa conca 'e mortu, domus de janas di epoca neolitica;
- Sa Tumba 'e su Zigante di Othieri;
- Fonte sacra di 'Su Notante'

## Società

### Evoluzione demografica
Abitanti censiti

### Lingue e dialetti
La variante del sardo parlata a Irgoli è quella nuorese baroniese.

### Tradizioni e folclore
- Come in quasi tutti i centri della Sardegna la sera del 16 gennaio viene acceso un grande falò in onore di Sant'Antonio Abate, e per l'occasione viene preparato "su pistiddu", dolce tipico sardo.
- Nel primo fine settimana di maggio ha luogo la festa patronale di San Nicola, organizzata dall'omonimo comitato, di solito consistente nel canto sardo a chitarra il venerdì sera, il sabato in intrattenimento vario e la domenica nell'esibizione di gruppi folk in balli sardi in costume tradizionale.
- Nel primo fine settimana di agosto è a Sant'Antioco che viene dedicata la festa, come per San Nicola organizzata dal comitato omonimo e con quasi la stessa partizione di programma: il venerdì sera invece del canto sardo a chitarra ha luogo la gara poetica[8]. La domenica pomeriggio ha luogo la processione religiosa, dove la statua del santo è portata in giro per il paese su un carro trainato da buoi decorato con fiori e nastri, e scortato, oltre che dai fedeli, dalla banda, da cavalieri e persone in costume tradizionale.

## Cultura

### Istruzione

#### Musei
Nella vecchia sede del municipio del paese è ospitato l'Antiquarium Comunale, che conserva e valorizza reperti archeologici appartenenti ad un lasso di tempo che va dal Neolitico Recente al Medioevo.

## Infrastrutture e trasporti

### Strade
- La strada provinciale 25 (SP 25) attraversa il centro di Irgoli, collegandolo alla strada statale Diramazione Centrale Nuorese (SS 131 d.c.n.) ad ovest (via più veloce per Nuoro ed Olbia) ed alla strada statale 129 Trasversale Sarda (SS 129)  ad est per raggiungere Orosei.
- La strada provinciale 72 (SP 72) collega Irgoli con la località balneare di Capo Comino a nord, congiungendosi con la strada statale 125 Orientale Sarda (SS 125) all'altezza del km 247. Questa via rappresenta un'alternativa più panoramica al percorso della SS 131 per Siniscola ed Olbia.

### Trasporti
Il paese è servito da due linee di autobus ARST, e da una estiva di Deplano.

## Amministrazione
| Periodo          | Periodo          | Primo cittadino                  | Partito                                | Carica  | Note   |
| ---------------- | ---------------- | -------------------------------- | -------------------------------------- | ------- | ------ |
| 20 novembre 1994 | 29 novembre 1998 | Gabriele Francesco Antioco Leoni | indipendente                           | Sindaco | [ 10 ] |
| 29 novembre 1998 | 25 maggio 2003   | Francesco Michele Battacone      | liste civiche di centro-sinistra       | Sindaco | [ 11 ] |
| 25 maggio 2003   | 15 giugno 2008   | Francesco Michele Battacone      | lista civica                           | Sindaco | [ 12 ] |
| 15 giugno 2008   | 26 maggio 2013   | Giovanni Porcu                   | lista civica "Insieme per Irgoli"      | Sindaco | [ 13 ] |
| 26 maggio 2013   | 10 giugno 2018   | Giovanni Porcu                   | lista civica "Insieme per Irgoli"      | Sindaco | [ 14 ] |
| 10 giugno 2018   | 29 maggio 2023   | Ignazio Porcu                    | lista civica "Irgoli Obiettivo Comune" | Sindaco | [ 15 ] |
| 29 maggio 2023   | in carica        | Ignazio Porcu                    | lista civica "Obiettivo Comune Irgoli" | Sindaco | [ 16 ] |